# Topyster Muga
Topyster Muga là một chuyên gia Công nghệ thông tin người Kenya, chuyên gia quản lý và điều hành doanh nghiệp, là Giám đốc cấp cao của Công ty tài chính Châu Phi - Visa Inc., có trụ sở tại Nairobi, thủ đô của Kenya.

## Lý lịch
Cô học trường trung học Alliance Girls ở Kikuyu, Kenya. Năm 2003, cô tốt nghiệp Đại học Strathmore, với bằng Cao đẳng về Quản lý Hệ thống Thông tin.
Năm 2005, cô đăng ký vào Đại học Nông nghiệp và Công nghệ Jomo Kenyatta, tốt nghiệp bằng Cử nhân Khoa học Công nghệ Thông tin. Vào năm 2011, Topurr đã giành được học bổng Nelson Mandela, theo học bằng thạc sĩ quản trị kinh doanh tại Viện nghiên cứu châu Âu của Đức..

## Công việc
Sau khi tốt nghiệp Đại học Strathmore năm 2003, cô được Ngân hàng Barclays của Kenya tuyển dụng làm trợ lý hỗ trợ ứng dụng. Năm 2004, cô được chuyển đến Ngân hàng Barclays ở vai trò tương tự. Năm 2005, cô trở về Kenya và được Airtel Kenya thuê.
Sau khi tốt nghiệp văn bằng hai, cô gia nhập Tập đoàn Vodafone, với tư cách là giám đốc sản phẩm của M-Pesa, có trụ sở tại Vương quốc Anh. Trong vai trò đó, bà đã lãnh đạo phát triển sản phẩm thương mại M-Pesa, tại các thị trường mới nổi, bao gồm Kenya, Tanzania, Mozambique, Cộng hòa Dân chủ Congo, Albania và Romania.
Năm 2014, cô chuyển đến Kenya và gia nhập Airtel Kenya, với tư cách là người đứng đầu Airtel Money. Sau đó, Visa Inc. đã thuê cô. Vào tháng 9 năm 2018, cô là giám đốc cấp cao tài chính khu vực châu Phi hạ Sahara.

## Những thành tựu khác
Topurr Muga đi du lịch thường xuyên, giảng bài trên toàn thế giới, bao gồm cả hội nghị thượng đỉnh Financial Times ở Lagos, Nigeria, năm 2018 và tại Diễn đàn kinh tế thế giới ở Nam Phi năm 2017. Cô cũng đồng sáng lập Quỹ từ thiện Digniti, và là một cố vấn tại Quỹ giáo dục châu Phi Zawadi.
Năm 2018, Business Daily Africa, một tờ báo tiếng Anh của Kenya có tên Topurr Muga, bình chọn cô lọt vào Top 40 phụ nữ dưới 40 tuổi Kenya cho năm 2018.

## Liên kết mở rộng
- Website of the Visa Corporation Lưu trữ ngày 23 tháng 1 năm 2019 tại Wayback Machine